# Coudes
Coudes är en kommun i departementet Puy-de-Dôme i regionen Auvergne-Rhône-Alpes i centrala Frankrike. Kommunen ligger i kantonen Issoire som tillhör arrondissementet Issoire. År 2022 hade Coudes 1 241 invånare.

## Befolkningsutveckling
Antalet invånare i kommunen Coudes
| Referens: INSEE |